# Leonid Khachiyan
«Leonid Genrikhovich Khachiyan» (armenio: Լեոնիդ Գենրիխովիչ Խաչիյան; ruso: Леонид Генрихович Хачиян; San Petersburgo, Rusia, 3 de mayo de 1952 - Nueva Jersey, Estados Unidos, 29 de abril de 2005) fue un connotado matemático ruso de origen armenio, catedrático de ciencias de la computación de la Universidad Rutgers, principalmente conocido por su demostración de la polinomialidad de la programación lineal.

## Biografía
Jachián nació en San Petersburgo y se trasladó a Moscú con su familia a los 9 años de edad. Allí estudió en el Centro de Computación de la Academia rusa de las Ciencias, donde obtuvo un doctorado en matemática computacional en 1978 y se convirtió en Doctor en Ciencias de la Computación en 1984. En 1982 ganó el prestigioso Premio Fulkerson de la Sociedad de Programación Matemática y la Sociedad Americana de Matemática, por sus artículos en el área de matemática discreta.
Antes de llegar a Estados Unidos en 1989, Jachián participó en docencia y una serie de investigaciones en el Centro de Computación de la Academia rusa de las Ciencias y en el Instituto de Moscú de Ciencia y Tecnología. En 1989 llega a la Escuela de Investigación Operacional e Ingeniería Industrial de la Universidad de Cornell, como profesor visitante, instalándose en 1990 finalmente en la Universidad Rutgers.
Después de instalarse en Estados Unidos, Jachián comenzó a trabajar en nuevos temas de investigación, pero también retomó algunos de sus temas preferidos en Rusia, como el de la complejidad de determinar el volumen máximo de un elipsoide, y el redondeo de politopos. Escribió una serie de artículos con Bahman Kalantari sobre diversos escalamientos de matrices y sobre balances de carga. Además hizo importantes aportes en lógica computacional.
Jachián falleció de un ataque al corazón, según dijeron sus familiares.

## El algoritmo del elipsoide
En 1979, a los 25 años de edad, Leonid Jachián demostró, mediante un inusual método que llamó Algoritmo del elipsoide, que la programación lineal podía ser computada siempre en tiempo polinomial. Su artículo causó tanto revuelo en Estados Unidos, incluso siendo citado en el The New York Times, donde fue relacionado erróneamente con el Programa Sputnik de los rusos, que en Rusia tuvo que atestiguar ante el Government Committee for Science and Technology (el equivalente ruso de la National Science Foundation estadounidense) que nada tenía que ver su descubrimiento con la carrera espacial.
Dado que la revista científica donde publicó su artículo restringe el número de páginas a un máximo de cuatro, Jachián republicó su idea original en un nuevo artículo el año siguiente, incluyendo las demostraciones previamente omitidas.
Aunque este algoritmo actualmente se considera poco práctico, por el alto grado polinómico de su complejidad computacional, significó un descubrimiento sumamente importante en el área, y un punto de partida para el desarrollo de algoritmos más sofisticados y eficientes.